# Dallas Open
Dallas Open – męski turniej tenisowy kategorii ATP Tour 500 zaliczany do cyklu ATP Tour, rozgrywany na kortach twardych w hali w amerykańskim Dallas od sezonu 2022.
Zmagania odbywają się na kortach SMU Tennis Complex należących do Southern Methodist University.
Turniej zastąpił rozgrywki odbywające się w latach 2018–2020 w Nowym Jorku. Zawody na poziomie cyklu ATP Tour wróciły do Dallas po ponad trzydziestu latach.
Edycje z lat 2022–2024 organizowano o randze ATP Tour 250. Od sezonu 2025 turniej jest kategorii ATP Tour 500.

## Mecze finałowe

### Gra pojedyncza mężczyzn
| Rok  | Zwycięzca        | Finalista       | Wynik                   |
| 2025 | Denis Shapovalov | Casper Ruud     | 7:6(5), 6:3             |
| 2024 | Tommy Paul       | Marcos Giron    | 7:6(3), 5:7, 6:3        |
| 2023 | Wu Yibing        | John Isner      | 6:7(4), 7:6(3), 7:6(12) |
| 2022 | Reilly Opelka    | Jenson Brooksby | 7:6(5), 7:6(3)          |

### Gra podwójna mężczyzn
| Rok  | Zwycięzcy                         | Finaliści                         | Wynik             |
| 2025 | Christian Harrison Evan King      | Ariel Behar Robert Galloway       | 7:6(4), 7:6(4)    |
| 2024 | Max Purcell Jordan Thompson       | William Blumberg Rinky Hijikata   | 6:4, 2:6, 10–8    |
| 2023 | Jamie Murray Michael Venus        | Nathaniel Lammons Jackson Withrow | 1:6, 7:6(4), 10–7 |
| 2022 | Marcelo Arévalo Jean-Julien Rojer | Lloyd Glasspool Harri Heliövaara  | 7:6(4), 6:4       |